# Lafoensia
Lafoensia es un género con 20 especies de plantas con flores perteneciente a la familia Lythraceae. 

## Especies seleccionadas
- Lafoensia acuminata (Ruiz & Pav.) DC. - cabeza de monje (Perú),[2] guayacán de Manizales (Colombia)[3]
- Lafoensia adenophylla
- Lafoensia densiflora
- Lafoensia glyptocarpa
- Lafoensia pacari
- Lafoensia punicifolia
- Lafoensia replicata

## Sinonimia
- Calyplectus, Ptychodon[4]